# Pellice
Le Pellice (Pèlis en piémontais et en occitan) est un gros torrent de la ville métropolitaine de Turin, premier affluent gauche du Pô.
Son cours se déroule entièrement à l’intérieur du territoire de la ville métropolitaine de Turin sur une longueur de 60 km.

## Parcours
Il naît à l'est du col de la Traversette dans les Alpes, et précisément sur le versant occidental du mont Granero, d'où il descend assez rapidement, d'abord vers le Nord pour accomplir ensuite une ample courbe vers l’est. Il passe à Bobbio Pellice, commune avant laquelle il recueille les eaux de divers torrents provenant des vallées latérales et, tout de suite après, celles du torrent Ghiacciard (ghiaccia : glace en italien), provenant lui aussi du Mont Granero, mais de son versant oriental. Il forme alors le val Pellice.
Dans son trajet il reçoit d’autres torrents dont l’Angrogna (qui donne son nom à la commune d'Angrogna) et le torrent Chiamogna qui forme la vallée Domenica (près de la commune de Bricherasio).
Après le parcours de montagne, débute son parcours en plaine. Il passe à mi-chemin des communes de Bibiana et Bricherasio puis, après une douzaine de kilomètres, entre celles de Cavour et Vigone où il reçoit les eaux du Cluson (Chisone en italien) qui double son débit moyen.
De là, son lit s’élargit, devient gravillonneux et se divise en divers bras mineurs pour aller confluer dans le fleuve Pô sur le territoire de la commune de Villafranca Piemonte.
La « Confluence Pô-Pellice » a été déclarée ZNIEFF (SIC en italien) (code : IT1110015).

## Débit et régime
Malgré la dénomination de torrent, le Pellice est un cours d’eau à débit constant. Sujet à de violentes crues en cas de précipitations abondantes, il est caractérisé par un débit copieux :
- à Luserna San Giovanni, en mars : 2,7 m3/s, en avril : 6 m3/s, en mai : 12,3 m3/s, en juin : 15,1 m3/s, en juillet : 3,7 m3/s ;
- près de l’embouchure, la moyenne est de 22,3 m3/s.

### Débit moyen
Source : AA.VV., Piano di tutela della acque - Allegato tecnico II.h/1 Bilancio delle disponibilita' idriche naturali e

## Caractéristiques
- km 10 - km 21 (Villar Pellice-Pont de Bibiana) torrent d'eau sauvage non maîtrisé, en vallée ouverte, il traverse des zones boisées avec des eaux cristallines et un fort courant dans un lit large, sauf sur le tracé qui suit Luserna.
- km 21 - km 27 (pont de Bibiana-Confluence dans le PO) jusqu’au pont de Garzigliana, eau très rapide, puis lit large et gravillonneux avec diverses ramifications et îles.

## Territoires communaux intéressés
- Bobbio Pellice
- Villar Pellice
- Torre Pellice
- Luserna San Giovanni
- Bibiana
- Bricherasio
- Garzigliana
- Villafranca Piemonte
- Pancalieri